# ホノルル (原子力潜水艦)
|           |                                            |
| 艦歴      |                                            |
| 発注      | 1977年9月15日                              |
| 起工      | 1981年11月10日                             |
| 進水      | 1983年9月24日                              |
| 就役      | 1985年7月6日                               |
| 退役      | 2007年11月2日                              |
| 母港      | ピュージェット・サウンド海軍工廠           |
| 性能諸元  |                                            |
| 排水量    | 満載：6,068 トン、 基準：5,700 トン        |
| 全長      | 110.3 m (362 ft)                           |
| 全幅      | 10 m (33 ft)                               |
| 喫水      | 9.4 m (31 ft)                              |
| 最大速    | 水上25 kt (46 km/h)、 水中30+ kt (56 km/h) |
| 潜行深度  | 290 m (950 ft)                             |
| 機関      | S6G reactor 1基                            |
| 乗員      | 士官12名、兵員98名                         |
| モットー: | Maka `Ala Mau ("Always On Alert")          |
|           |                                            |

ホノルル(USS Honolulu, SSN-718)は、アメリカ海軍のロサンゼルス級原子力潜水艦の31番艦。艦名はハワイ州ホノルルに因んで命名された。その名を持つ艦としてはブルックリン級軽巡洋艦7番艦(CL-48)以来3隻目。

## 艦歴
ホノルルは1977年9月15日にバージニア州ニューポート・ニューズのニューポート・ニューズ造船所に建造発注され、1981年11月10日に起工した。1983年9月24日にジョウン・B・クラーク夫人によって命名、進水し、1985年7月6日に艦長ロバート・M・ミッチェル大佐の指揮下就役する。
ホノルルの艦尾水平蛇は独立した油圧装置によりそれぞれ作動する。この機構により一方の動作不良により潜水不能となることを防ぐことができる。
ホノルルの乗組員は哨戒任務の記念としてその都度サーフボードにサインを行う。10回の哨戒が行われ、10枚のサーフボードにサインが行われた。最近の3枚は艦内に積み込まれ、7枚は真珠湾に保管されている。
2006年4月15日、ホノルルは母港を真珠湾から変更することとなり、離任の記念式典が行われた。式典ではダニエル・イノウエ上院議員、ジェームズ・アイオナハワイ州副知事、太平洋艦隊司令官ゲイリー・ラフヘッド大将、前ホノルル艦長ジョナサン・グリナート少将が演説を行った。ホノルルは2006年5月初旬に最後の哨戒に出航し、ベトナム戦争以来太平洋艦隊が行った最大の模擬戦である演習「ヴァリアント・シールド」に参加した。最後の哨戒は10月にピュージェット・サウンド海軍工廠で完了し、ホノルルは退役のための準備に入った。
2007年11月2日に退役・除籍。前部区画の一部は2005年に海山に衝突して大きく損傷したサンフランシスコ (USS San Francisco, SSN-711) の修復に使用された。